# Und tschüss!/Episodenliste
Diese Episodenliste beinhaltet alle Episoden der deutschen Fernsehserie Und tschüss! von 1995, sortiert nach der deutschen Erstausstrahlung. Die Fernsehserie umfasst eine Staffel mit 13 Episoden. 
Zusätzlich wurden im Anschluss an die Serie noch drei Spielfilme gedreht.

## Episodenliste
| Nr. | Originaltitel             | Zusammenfassung | Erstausstrahlung | Gastdarsteller                                              |
| --- | ------------------------- | --- | ---------------- | ----------------------------------------------------------- |
| 1   | Der Mustang               | Günni und Petra arbeiten im Supermarkt von Supermarktdirektor Koch. Als Günni und Jürgen eines Abends in Hugos Tankstelle an Jürgens Käfer basteln, merkt Sascha, dass Günni den Schlüssel in seinem Ford Mustang hat stecken lassen. Er fährt den Wagen weg, um Günni einen Schrecken zu versetzen, aber dann wird der Wagen wirklich gestohlen und zu Kalli und Wampe gebracht, die ihn auseinandernehmen und stückweise verkaufen wollen. Auf einem Flohmarkt sieht Günni, wie Kallis Schwester Eddie sein Autoradio verkauft, und stellt sie zur Rede. Eddie läuft weg, und Günni verfolgt sie, rettet ihr aber das Leben, als sie mit ihrem Fuß in einer Eisenbahnweiche hängenbleibt und ein Zug naht. Dafür hilft Eddie ihm, den Wagen zurückzubekommen. Sie verlässt ihren Bruder und schließt sich der Clique an. | 8. Mai 1995      | Christian Tasche als Herr Koch und Else Quecke als Seniorin |
| 2   | Ärger um Eddie            | Kalli versucht seine Schwester Eddie zurückzuholen, aber sie versteckt sich vor ihm. Eines Nachts übernachtet sie bei Günni. Als Petra davon erfährt, wird sie eifersüchtig, und Eddie tut alles, um in Petra den Verdacht zu stärken, dass Günni sie betrügt. Petra rächt sich, indem sie sich nicht von Günni nach Hause fahren lässt, sondern von Herrn Kubisch, einem Büchervertreter, den sie im Supermarkt kennengelernt hat. Petras Mitbewohnerin Silke erzählt Günni, Petra sei mit dem Büchervertreter zum Essen gegangen und die ganze Nacht nicht wiedergekommen, was aber nicht stimmt. Als Günni im Supermarkt gegen den Büchervertreter handgreiflich wird, wird er entlassen. Eddie klärt Petra schließlich auf, dass zwischen ihr und Günni nichts vorgefallen ist, und alle versöhnen sich in der Gaststätte von Raouls Vater. | 15. Mai 1995     | Simon Licht als Herr Kubisch und Else Quecke als Seniorin   |
| 3   | Rudi Rammler              | Günni soll den preisgekrönten Hasen Rudi seines Vaters zum Decken bringen. Unterwegs verschwindet der Hase jedoch. Auf der Suche gerät Günni mit Jürgen zusammen in einer Gartenkolonie in die Hände von Kalli und Wampe, die sich nach einem Banküberfall dort versteckt und Silke als Geisel genommen haben. Kalli und Wampe zwingen Jürgen, sie mit seinem Käfer wegzufahren, während Günni und Silke gefesselt in einer Gartenlaube zurückbleiben. Bei einem Gerangel in dem Auto geht eine Reizgaspistole los, und alle müssen aussteigen. Zufällig kommen gerade Molsch und Kaportke vorbei und nehmen Kalli und Wampe fest. Nachdem Günni und Silke befreit wurden, gehen alle zur Tankstelle, wo Eddie gerade die seit Jahren geschlossene Imbissbude streicht, die sie wieder in Betrieb nehmen will. Dort finden sie auch Rudi wieder, der sich mit Farbe bekleckert hat. | 22. Mai 1995     |                                                             |
| 4   | Tankstelle in Gefahr      | Petra hat eine neue Stelle in einem Buchladen bekommen, Günni ist weiter arbeitslos. Als Hugo mit einem Herzinfarkt ins Krankenhaus muss, kümmert Günni sich um die Tankstelle. Die ist allerdings in einem desolaten Zustand, und ein Vertreter des Gewerbeaufsichtsamts stellt bei einem Besuch eine lange Liste von Mängeln auf, die beseitigt werden müssen, was viel Geld kosten würde. Herr Pape, der Filialleiter der Sparkasse, will auf die bereits hoch verschuldete Tankstelle jedoch keinen weiteren Kredit mehr geben. Günni will deshalb sogar seinen Ford Mustang verkaufen, um an das notwendige Geld zu kommen. Als Herr Pape in der Videothek, in der Silke arbeitet, versehentlich ein privates Sexvideo abgibt, können Silke und Petra ihn doch noch „überzeugen“, den Kredit zu gewähren. | 29. Mai 1995     | Heinrich Schafmeister als Herr Pape                         |
| 5   | Der Rock´n Roll Virus     | Zombie gründet nach dem Besuch eines Rockkonzerts eine Rock-Band. Sogar Silke wird angesteckt und macht als Sängerin mit, und Raoul übernimmt das Management. Die Band probt in der Werkstatt der Tankstelle und vertreibt durch ihre laute Musik die Kunden. Als Sascha für das Sommerfest im Tennisclub eine Band engagiert hat, fassen Günni und Jürgen einen Plan, der Sascha blamieren und Zombie von seinen Rockplänen abbringen soll. Sie trinken die von Sascha bestellten Musiker unter den Tisch, und Raoul bietet Sascha stattdessen einen Auftritt von Zombies Band an. Statt des erwarteten Misserfolgs wird der Auftritt jedoch ein voller Erfolg, da die Gäste im Tennisclub die Band für eine gelungene Rock-Parodie halten und lachen und applaudieren. Genau das heilt Zombie aber von seinen Plänen als Rockstar. | 12. Juni 1995    |                                                             |
| 6   | Nichts mehr so wie früher | Petra nimmt Fahrunterricht, erzählt Günni aber nichts davon, sondern will ihn mit dem fertigen Führerschein überraschen. Auch als Günni sie im Auto mit dem Fahrlehrer Roland sieht und zur Rede stellt, lässt sie ihn zappeln und denken, sie habe einen neuen Freund. Mittlerweile ist Hugo aus dem Krankenhaus entlassen worden. Als er sieht, wie die Tankstelle renoviert worden ist, ärgert er sich über das rausgeschmissene Geld und unterstellt Günni, er wolle sich auf seine Kosten bereichern. Als Petra die Fahrprüfung macht, sieht Günni sie wieder und verfolgt sie. Dabei stößt er fast mit Molsch und Kaportke zusammen. Petra bekommt ihren Führerschein, aber Günni ist seinen erstmal los. Hugo hat mittlerweile von Eddie erfahren, dass Günni die ganze Renovierung auf eigene Kosten durchgeführt hat, und macht Günni zum Partner der Tankstelle. | 19. Juni 1995    | Uwe Fellensiek als Fahrlehrer                               |
| 7   | Verhageltes Wochenende    | Die Clique fährt zum Zelten an einen See. Jürgen entschuldigt sich mit einer Dienstreise, fährt dann aber mit Saskia zu einem Haus ihrer Tante, das zufällig an demselben See liegt. Da der Bauernhof, bei dem die Clique sonst immer zeltet, mittlerweile verkauft ist, fahren sie zu dem Campingplatz, der am anderen Ende des Sees in der Nähe des Hauses von Saskias Tante liegt. Jürgen, der davon nichts weiß, holt am Campingplatz einen Imbiss, wobei er von Günni und Eddie entdeckt wird. Er gibt vor, er hätte ein paar Stunden Pause auf seiner Dienstreise und sei gekommen, um sie mit seinen Freunden zu verbringen. Als er sich wieder verabschiedet, folgt Eddie ihm und sieht, dass er zu Saskia geht. Am Abend bricht ein heftiges Unwetter aus. Eddie führt die durchnässte Clique zu dem Haus, wo sie Jürgen und Saskia überraschen und sich für die Nacht dort einquartieren. | 26. Juni 1995    |                                                             |
| 8   | Abgelinkt                 | Zombie kauft sich einen Wagen, wird aber von dem Gebrauchtwarenhändler Grosser und dessen Gehilfen Walter über den Tisch gezogen. Bei seiner ersten Fahrt versagen die Bremsen, und Zombie landet mit einem gebrochenen Bein im Krankenhaus. Die Clique will Zombie rächen und den Händler selbst übers Ohr hauen. Günni und Petra spielen ein ahnungsloses Pärchen, das billig einen Gebrauchtwagen kaufen will. Nachts schleicht Eddie in den Laden und ändert die Fahrgestellnummer in dem Kaufvertrag, was der Händler selbst schon bei Zombie und jetzt auch bei Günni und Petra gemacht hatte. Als der Händler Günni und Petra einen Schrottwagen statt des von ihnen ausgesuchten Wagens übergibt, zeigen sie ihm, dass die Fahrgestellnummer nicht stimmt. Der Autohändler ist rasend, kann aber nicht verhindern, dass Günni und Petra für Zombie einen nagelneuen Kadett mitnehmen. | 3. Juli 1995     | Ludger Burmann als Grosser und Willi Thomczyk als Walter    |
| 9   | Moderne Methoden          | Petra hilft Günni, Hugo zu überzeugen, eine von der Krankenkasse angebotene Kur anzunehmen. Jürgen hat nach seinem Zivildienst eine Stelle in dem Bauunternehmen von Saskias Vater angenommen. Günni hat dafür kein Verständnis, und es kommt zum Streit. Petra hat dagegen Verständnis für Jürgen und bittet ihn, ihr und Günni eine gemeinsame Wohnung zu vermitteln. Raouls Vater fährt nach Sachsen, und in seiner Abwesenheit probiert Raoul neue Geschäftsideen für die Gaststätte aus. Er richtet einen Lieferservice für Sushi ein. Als er unvorsichtigerweise im Radio als Einstiegswerbung 50 Mark für jede verspätete Lieferung verspricht, bestellt Sascha gleich 50 Stück in den Tennisklub. Günni fährt die Lieferung aus, wobei er wegen Geschwindigkeitsüberschreitung von Molsch und Kaportke verfolgt wird. Sehr zum Ärger Saschas schafft Günni es, pünktlich zu liefern. Bei der Wohnungsbesichtigung erfährt Petra, dass die Vormieter von dem Bauunternehmen vergrault wurden. Als sie Jürgen, der nichts davon wusste, deswegen Vorwürfe macht, merkt der, dass er hintergangen worden ist, und kündigt seine Stelle. | 10. Juli 1995    |                                                             |
| 10  | Scharfe Fotos             | Eddie macht Fotos von Günni und seinem Mustang für eine Autozeitschrift. Silke bittet Eddie, von ihr Aktfotos für ein Sexheft zu machen, um als Filmstar entdeckt zu werden. Als sie sich jedoch für die Fotos ausziehen soll, traut sie sich nicht mehr. Um ihr Mut zu machen, zieht sich auch Petra aus und Eddie macht Fotos von beiden. Jürgen trennt sich nach seiner Kündigung auch von Saskia und freundet sich immer mehr mit Eddie an. Petra erfährt, dass aus Versehen ihre Fotos an den Verlag geschickt wurden und sie sogar für das Titelbild ausgewählt wurde, und ist total verzweifelt. Zusammen mit Silke und Zombie gelingt es ihr zunächst, zu verhindern, dass Günni beim Kauf seiner Autozeitschrift ein solches Heft sieht. Günni ist sauer, dass seine Fotos nicht in der Autozeitschrift abgebildet sind. Schließlich bekommt er auch noch ein Sexheft in die Finger und fährt voll Wut zu Petra. Als er sieht, wie verzweifelt Petra selbst ist und von der Verwechslung erfährt, versöhnt er sich wieder mit ihr. Mittlerweile ist Silke von dem Filmproduzenten Schlecker, der eigentlich wegen des Titelbildes zu Petra wollte, für einen Liebesfilm engagiert worden.                                                                                          | 17. Juli 1995    | Ralph Herforth als Schlecker                                |
| 11  | Zombies                   | Nachdem Silke zum Filmdreh nach München gefahren ist, zieht Günni bei Petra ein. Eddies Bruder Kalle ist im Nachthemd aus dem Gefängniskrankenhaus ausgebrochen. Bei dem Versuch, in einer Lackiererei ein Motorrad zu stehlen, wird er von dem Lackierer mit fluoreszierend grüner Farbe besprüht. Zombie, der ihn nachts auf dem Friedhof sieht, denkt, es sei ein richtiger Zombie, und überredet Eddie, mit ihm zu kommen, um ihn zu fotografieren. Dabei entführt Kalle Eddie und lässt sich von ihr verstecken. Eddie gibt Kalle einen alten Trainingsanzug von Jürgen, in dem aber noch die Schlüssel von Saskias Elternhaus stecken. Kalle bricht dort ein und nimmt das gesamte Silber mit. Als er auch noch Jürgens Käfer stiehlt, versucht Eddie, ihn aufzuhalten, und steigt mit ein. Zufällig sieht Günni das fliehende Auto und nimmt die Verfolgung auf. Eddie gelingt es, die Handbremse zu ziehen, und Günni schlägt Kalle k.o. Auf der Polizeiwache treffen sie auf Saskia, die gerade den Einbruch meldet, und Jürgen, der eine Fahndung nach seinem gestohlenen Wagen veranlassen will. | 24. Juli 1995    |                                                             |
| 12  | Der Brieffreund           | Als Zombies finnischer Brieffreund Miksu zu Besuch kommt, der auch ein Metal-Fan ist, stellt Zombie überrascht fest, dass dieser ein Mädchen ist. Als Günni versucht, den beiden eine Currywurst zu braten, brennt die ganze Imbissbude ab. Hugo kommt von seiner Kur zurück. Er hat mittlerweile geheiratet und überträgt die Tankstelle Günni. Zwischen Petra und Günni kriselt es, und als Silke enttäuscht zurückkehrt, weil sich ihr Filmprojekt als Pornofilm herausgestellt hat, zieht Günni wieder zu seinen Eltern. Petra fährt mit Günnis Mustang auf den Wagen des Zahnarztes Gerd Weisgerber auf. Günni ist total wütend, aber der Zahnarzt tröstet Petra und verzichtet auf jeden Schadensersatz. Er hat an diesem Abend Bereitschaftsdienst und lädt Petra bei sich zum Abendessen ein. Zombie nimmt Miksu zu einem Luftgitarrenwettbewerb mit und gewinnt den ersten Preis. Da ihm der Sektkorken einen Zahn ausgeschlagen hat, gehen beide zum Zahnarzt, wo sie Petra sehen. Miksu plaudert das nichtsahnend in der Clique aus, worauf Günni wutentbrannt zum Zahnarzt fährt, um ihn zur Rede zu stellen. Dessen Assistentin verwechselt Günni jedoch mit einem Patienten und nimmt ihm einen Zahnabdruck. Mit der Abdruckzange im Mund gerät Günnis Wutausbruch zur Farce. | 31. Juli 1995    | Line Kruse als Miksu und Christoph M. Ohrt als Weisgerber   |
| 13  | Die Rallye                | Die Clique nimmt an einer Rallye teil, die der Autohändler Riesberg veranstaltet. Dessen Tochter Cornelia hat jedoch eine Fliege, die auf dem Kopiererglas saß, mit in die Unterlagen kopiert, so dass keiner den richtigen Weg findet. Günni und Zombie landen in einer Waldhütte und werden dort von dem Förster überrascht, der gleich die Polizei ruft. Jürgen und Eddie treffen unterwegs auf einen Jungen, der sich als Gerd Weisgerbers Sohn entpuppt. Er will seine getrennt lebenden Eltern wieder versöhnen, und sie bringen ihn zu seinem Vater. Sascha und Konstantin landen in einer Müllhalde. Als Sascha einen Bagger von einer Baustelle holen will, um sein Auto dort herauszuziehen, verliert er die Kontrolle und fährt Günnis Tankstelle über den Haufen. Da er aber gut versichert ist, bekommt Günni genug Geld, um endlich mit Jürgen zusammen seine Traumreise nach Amerika antreten zu können. Er schreibt Petra einen Abschiedsbrief. Als Petra zum Flughafen kommt, um Günni zu sagen, dass sie ihn trotz allem immer noch liebt, verzichtet Jürgen auf den Flug und lässt Petra mit Günni nach Amerika fliegen. | 7. Aug. 1995     | Cecilia Kunz als Cornelia Riesberg                          |